# アルトネリコ2 世界に響く少女たちの創造詩
『アルトネリコ2（Ar tonelico II）世界に響く少女たちの創造詩』（アルトネリコ ツー せかいにひびくしょうじょたちのメタファリカ）は、ガストとバンプレスト（後のバンダイナムコゲームス）が共同開発したPlayStation 2用コンピュータRPG。2007年10月25日に発売された。また2008年8月7日に廉価版(PlayStation 2 the Best)も発売された。

## 概要
前作『アルトネリコ 世界の終わりで詩い続ける少女』の続編として開発されたアルトネリコシリーズの第2作目。前作と世界観などを共有している。
本作では「本当に人と理解し合うとはどういう事なんだろう」という問いをテーマとして掲げており、前作にもあった主人公とヒロインというパートナー同士の絆のみならず、仲間同士の絆や家族の絆をゲームシステム、ストーリーの両面から描くことが意図されている。本作では登場人物同士、特にルカとクローシェという二人のヒロインが互いの感情を激しくぶつけ合う場面が多く描かれ、そのことがファンの間でも大きな話題になったが、これは綺麗事や上辺の気持ちだけでは説得力のある深い絆は語れないという意図に基づいた作劇であり、行き過ぎではあったかも知れないが必要な表現であったとされる。
前作で人気を博した、架空の言語「ヒュムノス語」を用いた劇中歌は、前作の路線を踏襲して「神々しい」曲が志向されており。また「魅力的で艶っぽい」とも評されるキャラクターたちや、前作でも描かれた「微妙にアブノーマルな世界」や設定などもより深く掘り下げることが試みられている。
キャラクターデザインは前作と同じく凪良を、主題歌もまた前作に引き続き志方あきこを起用。予約特典は『アルトネリコ2 Official Visual Book』で、アルトネリコ2のイラストや設定が掲載されている。
なお、本作においては、前作での初稿シナリオ全没の反動もあってか、製作期間に恵まれていたこともあって、インフェルスフィアの細部を除き、それ以外は全て本作ディレクターである土屋暁が手がけている。それ故に説明不足の部分もあるが、全体として統一感のある仕上がりとなっており、後にアルトネリコ3発売後にニコニコ動画で2010年4月3日20：00～21：10に生放送された『アルトネリコ ファン感謝祭～PHASE3～in ニコニコ生放送』内で行われたアンケートでは第2位に大差をつけて1位という結果となるなど、シリーズのファンには高く評価されている。

## 世界観

### シリーズ共通の世界観
レーヴァテイルや詩魔法が存在することは変わらないが、前作で登場した「ソル・シエール」とは異なる新たな世界「メタ・ファルス」が舞台である。しかしながら、「メタ・ファルス」も「ソル・シエール」と同じ星に存在するため、一部前作のキャラクターも登場する。

### 本作の世界観
メタ・ファルス
アルトネリコ2の舞台となる世界で、建造途中のアルトネリコ第二塔の上層部に創られた都市「パスタリア」と、その周りにある「リム」という構造物の上で人々が生活している。大鐘堂がある「パスタリア」は人口規制を行っているため、ルカが働く街「ラクシャク」などがある「リム」の方が人口は多い。
また、レーヴァテイルの扱いに関しては、レーヴァテイルが代々御子を務めていることもあり、延命剤（ダイキリティ）が無償で配給されるなど、人間とはある程度の対等の関係を築いている。待遇があまり良くないソル・シエールに比べれば大切にされる方ではあるが、スラムなどで貧しく生活するI.P.D.（Infel_Phira Dependency、インフェル・ピラ依存体）と呼ばれるレーヴァテイルも数多く存在する。
ソル・マルタ
ソル・シエールにある第一塔「アルトネリコ」と、メタ・ファルスの世界を結ぶ中継衛星であり、神の住まう地として『天上』とも呼ばれる。
人々の住むアルトネリコ第二塔とソル・マルタを結ぶ通用塔は普段はエネルギーの消費を抑えるために非実体化しているが、ヒュムノス“EXEC_VIENA/.”を謳うことによって出現する。
大鐘堂
メタ・ファルスを統治している組織。クローシェ、クロア、レグリスらはここに所属している。現政権であるアルフマンは神との対決を宣言している。
創設者はオリジン「フレリア」の養育者であった「初代教皇ジャザ」。以降、「御子室主導」「教皇家主導」「ネオエレミア勢力による首都制圧と奪回」「アルフマンによる総統制」という経緯を辿り、本作の作中では「神聖政府軍による教皇独裁」をへて最終的に「御子室主導」に落ち着いた。
神聖政府軍
大鐘堂に反抗する組織。大鐘堂とは対照的に、神との協調を宣言して教皇家の王子タルガーナと、元大鐘堂の技術者であるチェスターの手で結成された。
大鐘堂所属の騎士の鎧が白を基調としているのに対し、こちらのは青を基調としている。
後にドラマCD内において、元々はほんの十数名の小組織であったものが、ジャクリやスピカの協力もあって短期間で大勢力に成長したことが明らかとなっている。
メタファリカ
第一期のメタ・ファルスの神話や哲学において「理想郷」を意味する言葉で、現在は「ヒュムノスによって生成された自然に満ちた浮遊大陸」を指しこれの実現こそが元々のメタ・ファルス政府側の「アルトネリコ第二塔建設の目的」であった。
その後、グラスノインフェリアを経て居住可能地域の不足から、その実現の重要性は大幅にアップしている。
またメタファリカとは、メタファリカ創造の為のヒュムノスの名前でもあり、前作にあったヒュムノス“EXEC_HARMONIUS/.”の日本語訳を借りるなら「冀望の詩」という意味。400年前に当時の焔の御子「ネネシャ」と澪の御子「インフェル」の手で一度謳われたが、澪の御子と他のI.P.D.達の精神面で結束の脆さから失敗に終わっている。
メタファリカを謳うことはこのゲームの最終目的でもある。理論を設計したのは400年前の御子・インフェル。「澪の御子」が世界中のI.P.D.と心を繋げて力を集め、「焔の御子」がそれを形（大陸）にする。そのためメタファリカのヒュムネクリスタルは二つ存在する。
インフェル・ピラ
メタ・ファルス上空に浮かんでいる球体。神を倒す唯一の兵器と呼ばれている。その正体はI.P.D.レーヴァテイル専用のサーバーであり、400年前にグラムルが基礎設計しインフェルが完成させた、メタファリカを成功させるために創った施設である。しかし、メタファリカ失敗直後勃発した神との戦争の後にインフェルが失踪したことにより、制御できるレーヴァテイルがいなくなった上、ラキの攻撃によって一部破損したせいでH波流動などの制御ができなくなっている。
I.P.D.感染症
レーヴァテイルにのみ発症する病で、「陽性」と「陰性」がある。
「陽性」発症すると精神を蝕まれ詩魔法を暴発させ、周囲に被害を与える。「陰性」発症すると高熱で動けなくなる上、その周辺区域のレーヴァテイルは高確率でI.P.D.を連鎖発症する。
「メタ・ファルス」世界の塔のシステムは未完成であるため、「メタ・ファルス」のレーヴァテイルは「インフェル・ピラ」と接続し詩魔法を行使する者と、「ソル・マルタ」を経由して他の世界の塔と接続し詩魔法を行使する者とに分かれる。前者は過去の戦争で「インフェル・ピラ」が破損したことでH波流動などの制御ができなくなっている。このため人間からI.P.D.レーヴァテイルとして開花した際に苦痛などから感情が極度に不安定になり、これがI.P.D.感染症の原因となっている（第三世代レーヴァテイルは生まれたときは人間である）。
発症した場合、治安維持のため大鐘堂の騎士隊へ引き渡すことが義務づけられている。
I.P.D.レーヴァテイル
400年前のメタファリカ計画の際、焔の御子の力を後押しするための増幅器としてインフェル・ピラとセットで生み出された。
その性質上、I.P.D.のコスモスフィアはインフェル・ピラに移されるだけでなく深層で他のI.P.D.と結合され、心の護もその際消失してしまう。そのため、I.P.D.はダイバーを他のI.P.D.のコスモスフィアに入れないためにLV.8以降にパラダイムシフトが出来なくなる（ただし、LV.7にある「エンハンスドスポット」という鍵を操作すればシフトすることは可能）。

## ストーリー
メタ・ファルスの世界は滅亡に瀕していた。僅かに残された土地は崩落の危機にあり、新たな土地を生み出すための詩魔法メタファリカは「神」と呼ばれる存在によって使用を禁止されている。人々はこの世界を離れる術を持たず、その上でI.P.D.感染症と呼ばれる奇病にも苦しめられている。
I.P.D.感染症患者として連れ去られた生き別れの妹を探すルカと、メタファリカを謳うことができるとされる特別な御子クローシェは、神聖政府軍によるクーデターの際、共通の知人である大鐘堂の騎士クロアを介して知り合ったことをきっかけに、世界を救う手段の違いから対立する大鐘堂と神聖政府軍の戦いに身を投じていく。両勢力の計画がそれぞれ非人道的な犠牲を必要としていることが明らかになる中、あくまでメタファリカの実現に希望を見出すルカとクローシェは、時には敵対しつつも協力し、メタファリカが禁じられている真の理由と、「神」と呼ばれている存在の正体、そして二人の間に秘められた因縁へと迫っていく。

## キャラクター

### パーティーキャラクター
クロア・バーテル(Chroah-Vatel)
声 - 遊佐浩二（幼少時は小松里歌）、歌 - Dahna
18歳 男性 172cm/58kg
本編の主人公。大鐘堂の下っ端騎士だが地位相応以上に実力は高く、騎士隊長であるレグリスにも目をかけられ、周囲からはエースとして期待されている。元々はメタファリカに憧れて騎士隊に入隊したが、そこでの現実を目の当たりにした為に自身の夢を失ってしまっていた。初期の頃はあまり他人に心を許さないクールな一面を見せていたが、次第にヒロイン達に流されて明るみのある性格となり、調合イベントなどでは突っ込みを担当するようになっている。ルカとは恋人同士で、幼少時に両親を失って以降はルカと共に彼女の親に育てられた。現在はココナと同居しており、彼女のことは妹のように大切に思っている。とある事件をきっかけにクローシェの護衛を務めることになる。通常、騎士隊はレーヴァテイルをパートナーとして行動するが、クロア本人はクローシェの護衛を務めるまでレーヴァテイルに後衛を担当させた戦いをしたことがなかった。戦闘では槍と銃が一体化した武器を使い、銃撃と槍術を使い分けて戦う。
本編ではほとんどネタにされないが、やや女性っぽい顔つきをしている。軽度の近眼で、普段着のときにはメガネを着用している。なお、両親の死亡はレイカのI.P.D.暴走によるものであり（暴走の影響で母親がI.P.D.感染し、父親を殺した後で死亡した）、レイシャがクロアを引き取ったのはこの罪滅ぼしのため。ジャクリEDではシリーズ全体でも非常に珍しい男声の詩（ヒュムノス）を披露する。
瑠珈・トゥルーリーワース（ルカ・トゥルーリーワース）(Luca-Truelywaath)
声 - 小清水亜美、歌 - 霜月はるか
19歳 女性 157cm/42kg/78-56-78
本編のヒロインの1人。第三世代レーヴァテイル。幼馴染のクロアとは公認のカップルである。自分の精神世界に人を招き入れて癒す「ダイバーズセラピ」という仕事をしており、その道ではカリスマ的な人気を誇る。また元気で愛想が良いため、周囲の人々からの評判も良い。生き別れた妹・レイカとの再会を望んでいる。インストールポイントは左脇腹付近にある。
誰に対しても如才なく振る舞い皆に好かれるような、広く浅い他人付き合いを是としており、不満があってもそれを表に出さない性格だが、一方で感情を強く揺さぶられると溜め込んだ不満を他人にぶつけてしまうような面もあり、この行動が思わずクローシェの心に深い傷を抱くきっかけとなってしまう。自身の内面を見られたくないという想いが特に強く、コスモスフィアやインフェルスフィア内では彼女の狡猾で打算的な内面も見ることができる。しかし妹をI.P.D.感染で失った為に、同じI.P.D.感染にかかって苦しむレーヴァテイルの子を救おうと必死になったり、クローシェが殺されそうになった時に身を挺（てい）して護るなどといった人の命を大切にする強い一面も持つ。妹のレイカを探すためにパスタリアに行く必要があり、そのためにクロアを利用していたが、彼への気持ちもまた本物であり、その罪悪感に苦悩する場面もある。ちなみに本人曰く、ヤンデレではなく「ドロデレ（内面はドロドロしているが、態度はデレデレの意）」らしい。料理は殺人的に下手で特に彼女の得意料理である「シャロン・ド・トロワ」は口にしただけで意識が遠のくほど。
実はルカこそが本物のクローシェであり、「焔の御子」と呼ばれるメタファリカを謳う2人の御子の1人。アルフマンによるクーデターの際に暗殺された第32代焔の御子・アーシェと当時の御子室室長との間に誕生した実子（従ってルカは第33代目にあたる）で、このときアーシェからレイシャに預けられた。焔の御子の証であるDセロファンをインストールされているため、フレリアと同じ「FRELIA_ANSUL_SOL=MARTA」のヒュムネコードを持つ。チェスター達によって正統なる「焔の御子」であることを知らされるが、当の本人は豊かな生活に対する憧れこそあるものの、御子になりたいとは思っておらず、普通の女の子として暮らしていたいという願望の方が強かった。しかし、次第に御子としての宿命を受け入れ、クローシェと共にメタファリカを紡ぐ決意をするようになる。
物語の完結後は、御子主導体制の大鐘堂において指導者となったクローシェを『もう一人の御子』という政治パートナーの立場だけでなく、姉として精神面からも支えている。
クローシェ・レーテル・パスタリエ(Chroche-Latel-Pastalie)
声 - 沢城みゆき、歌 - 志方あきこ
17歳 女性 165cm/47kg/91-60-88
本編のヒロインの1人。第三世代レーヴァテイル。メタ・ファルスで「最も尊い命」と言われる大鐘堂の御子であり、民衆からは絶大な支持を得ているが、大鐘堂が秘密裏に進めている計画が非人道的であることに苦悩している。誠実で気高く規律を重んじ、クロアに対しては高飛車に接する一方、やや世間知らずだったり、可愛いキャラクターグッズに目がないという一面もある。同時に自他共に認めるツンデレな一面があり、初期の頃はクロアにきつく当たっていたが、次第に心を許すようになる。インストールポイントは左二の腕内側にある。レイピアを左手で振るったことから左利きの可能性がある。
実は先代の御子の実子ではない（ルカこそが本物の御子である、上述）。正統なる御子として自身の前に現れたルカの存在を知ってしまった後は、今まで自分が努力を積み重ねて手に入れた御子としての地位を奪われるのではないかと、ルカのことを激しく憎み、同時に彼女のことをひどく恐れ、破滅願望を生み出していた。その複雑な心情を持つが故に一度彼女のコスモスフィアが破壊しかけてしまっていた。I.P.D.を増殖させる計画を行っているが、本人はそれに強く反対している。しかし、妹が亡くなったと知らされた時、悲しみのあまりにその怒りをルカにぶつけられてしまい、それがまた彼女の心に深い傷を負わせることになる。
途中でクロアに好意を抱くようになるが、御子としての立場故に普通の女の子として恋をしたいと言う想いとぶつかり合い、同じく複雑な心情を抱え、思い悩んでいる。彼女のルートを選んだ場合、クローシェはクロアのことを唯一心を許せるかけがえのない存在としてみることになる。また、ルカルートにはないココナとの会話イベントやお忍びデートイベントが用意されている。料理の腕はルカに負けず劣らず下手。
本名は聆珈・トゥルーリーワース（レイカ・トゥルーリーワース）。僅か3歳という異例の幼さでI.P.D.を発症したため、I.P.D.保護を理由にラウドネスに連れ去られたルカの妹にしてレイシャとその夫でありレグリスの先輩騎士でもあったバッツの実子。しかし、クローシェ自身はI.P.D.ラボで受けた実験などの暗い記憶と共に幼少時の記憶を全て封印してしまったため、全く覚えていない（この封印された記憶は、彼女のコスモスフィアでは「アリス」という少女の人格を成している）。焔の御子と対になる「澪の御子」として、「インフェル・ピラ」を制御できる唯一のレーヴァテイルである。澪の御子は旧大鐘堂（教皇家）及び神の関係者から「災いの御子」「禁忌の御子」と呼ばれているが、これはレプレキア（神にも対抗し得る兵器としてのインフェル・ピラの一形態、及びそれを制御するための詩）を操作できるためである。クローシェをはじめとするI.P.D.レーヴァテイルたちの詩魔法の処理サーバーを行っているのは塔ではなくインフェル・ピラであるため、彼女にはヒュムネコードが存在しない。
物語完結後は、政治指導者としてルカと共にメタ・ファルスを率いる一方で、財布をルカに握られておこづかい制となった結果、以前のようなファンシーグッズの大人買いができなくなり、ルカに不平を漏らしたり妹として甘えたりしている。
蛇刳（ジャクリ）(Jacqri)
声 - 宮崎羽衣、歌 - みとせのりこ
382歳（身体は15歳相当） 女性 153cm/34kg/71-51-75
本編の第三ヒロイン。黒いボディスーツを着た謎多きレーヴァテイル。性格は不遜で大胆不敵、また膨大な知識を度々見せる頭脳の持ち主。本編開始当初は大きなロボットに乗っており、「ジャクリ」とはその機体の名前である。本人曰く「名乗るのが面倒」なので、そのままジャクリと呼ばれている。インストールポイントはへその下、下腹部のあたりにある。
正体は前作のラストボス・ミュール。前作のエンディングで前主人公であるライナーらと和解した後、崩壊した世界を救いたいという望みの下、大陸創造のテクノロジーを調査するためにスピカと共にメタ・ファルスの地へやって来た。今作ではヒロインの1人となっている。彼女の精神世界では未だに人間に対する憎しみを抱いた面と、数多くの命を奪った自分を断罪したいという面とが見られ、精神の内面でその二つの激しい想いがせめぎ合っていて危うく微妙な均衡がどうにか保たれている状態である。メタ・ファルス世界では幻の存在とされるβ純血種で、ヒュムネコードおよび本名は「MULE_TEIWAZ_ARTONELICO」。調合時の会話・宿での会話・スピカを交えた会話などで、時折前作の話を零す。
メタ・ファルスでの目的を果たした後はソル・クラスタに自ら赴く予定だったが、第一塔の管理者であるシュレリアから帰還要請が出たことと、ラウドネスから得た情報から第三塔の存在する位置が第一塔の効果範囲外であることから、エンディングにおいて「大地の心臓」をココナに託し、自身は故郷であるソル・シエールに戻った。
尚、ジャクリエンドの場合のみ、クロアのプロポーズを受け、ソル・シエールへの帰還にクロアも同行することとなる。
ココナ・バーテル(Cocona-Vatel)
声 - 志村由美
11歳 女性 130cm/30kg
I.P.D.暴走により家族を失ったところをクロアに引き取られ、パスタリアで同居している少女。わずか11歳ながらも高い戦闘能力を持つため、補佐役（サテライトガール）としてクロアの任務への同行を特別に許可されている。言いたいことをずばりと言う強気な性格だが、これはクロアに対して「格好いい自分を見せたいという背伸びの姿」でもあるという。
至近で幾度となくクローシェの陰性I.P.D.発作の影響を受け続けたことで、作中においてI.P.D.レーヴァテイルとして覚醒してしまう。その後クロアと引き離されて隔離されたり、症状が改善し仲間に復帰した後もI.P.D.であるため苦境に立つこともあったが、物語の最後までクロアの傍で戦い続ける。
クローシェとは同じ「ゲロッゴ」というマスコットキャラクターのグッズを蒐集していたことから同好の士として意気投合し、ゲーム上での相性も良い。クローシェルートではなぜクロアが彼女を護ることを決意したのかを懸命に考え、クローシェ自身の辛い気持ちを労わるようになる。一方でクロアのことを騙し、裏切ってしまう形となったルカに対しては相性が悪く、ゲーム内でルカと和解するような描写は存在しない。
他のヒロイン3人のコスモスフィアLv5をパラダイムシフトしなかった場合、彼女のエンディングとなる。エンディングでは彼女の単独でも戦える程の（レーヴァテイルとしては異例の）強さを見込んだジャクリからの懇願を受け、彼女の知人のハーヴェスターシャに会うためにさーしゃと共に続編『アルトネリコ3』の舞台であるソル・クラスタへ旅立つことになる。同作でも今作同様パーティメンバーとして登場する。
レグリス・ブランシェスカ(Legris-Branchesca)
声 - てらそままさき
38歳 男性 191cm/93kg
大鐘堂騎士隊長。厳格な性格で、隊員たちからの信頼は篤い。また観察眼に優れ、クロアの優れた能力を入隊試験時に既に見抜いていた。左右両腕に装備した円形の盾のような武器には鋸の刃が収納されており、打撃用武器として使ったり、飛び道具にしたりして使い分けて戦う。
ルカの育ての母親であるレイシャとは昔からの知り合いで、ルカの育ての父であるバッツとは先輩後輩の間柄。過去にはレイシャに惹かれており、三角関係となっていた。ルカからは気の利かない人物として敬遠されており、相性は良くない。
レイシャとバッツがルカを連れて彼の前から姿を消した後に結婚したが、彼もまたI.P.D.暴走で妻と娘を失っている。アマリエを娘と重ねて見ている節がある。アルフマンの所行を知っており、その事への疑念を抱き長年苦しんでいたが、事態が進行するに連れて騎士として自らが真に仕える可能性を二人の御子に見出す。
なお頬に刻まれた十字の傷は、成人祝いに酒を大量に飲んだ時に酔っ払って階段から落ちて出来たもの。
アマリエ・ジェラード(Amarie-Jerhad)
声 - 後藤沙緒里
外見年齢20歳 女性 168cm/48kg/83-63-92
流れのレンジャー稼業を営む傍ら、ライアー奏者としても生計を立てている女性。空腹で倒れかけていたところを助けられ、ルカに懐く形で半ば強引に一向に加わる。戦闘時にはライアーを弓や剣などに変形させたり、ライアーに込められた魔力を利用する。
テル族と人間のハーフで、400年前に失われた知識や技術を密かに受け継ぐ「澪の民」と呼ばれる集団の生き残り。17年前にカナカナ突堤で起こったI.P.D.暴走鎮圧事件で家族を失って以降、自分を引き取り育ててくれたチェスターに好意を抱いている。本編開始時は神聖政府軍に属するチェスターの下で動いており、真意を隠してルカに近づいたのもその一環であったが、チェスターの目的が当初の「I.P.D.解放」からすり替わってきていることに疑念を抱いている。なお作中では「20歳」とされているが、これは外見年齢であり、実年齢は29歳前後。
瞬（シュン）(Shun)
声 - 速水奨
746歳 オオカミ
「神の使い」として、神聖政府軍に協力しているオオカミ。大鐘堂に対抗しうる知識・技術を有し、また自身の戦闘能力も高いため、大鐘堂に属するクロアたちの前に幾度となく立ちはだかることになる。かつては人であったらしく、犬扱いを嫌がる。
正体はシュンと呼ばれる獣の姿をしたデジタル生命体に、「エンジャ」と呼ばれる人格データが付与された存在。エンジャとは第一紀と呼ばれる高度文明時代の人物で、12賢人の1人クリジャパの息子である。彼の役目はフレリア神を護ることであり、他のことは全て些末事。神聖政府軍への協力も、400年前から行方不明になっているフレリアの探索をメタ・ファルスで表立って行うために過ぎない。
カナカナ突堤に幽閉されていたフレリアを救出した後は、フレリアの神としての座を奪った謎の人物を倒すべく、クロア達に協力する。当初はクローシェのことを「災いの御子様」などと呼んで蔑んでいたが、世界が崩壊し始めた時は考えを改め、彼女のことを信じるようになった。

### 心の護
ゲンゴロー(Gengorou)
声 - 野川さくら
ルカの心の護としてコスモスフィアに居る少女（というが、ルカや本人曰く「男の子」）。常にフラフープのように取りまわっている指輪のような物に座っている。ダイバーズセラピの際には案内役としてお客様のサポートも務めるため、本人は自身のことを「受付係」と称する。語尾に「～なのね」あるいは「～のね」を付けるのが口癖。
本来の姿は大事な妹のレイカを連れ去られたルカのためにレイシャが作り、ルカがずっと心の拠り所にしていたペペン（ペンギンに似た生物）のぬいぐるみ。ルカとレイシャの関係が冷たくなったため、自身の姿が常にルカをレイシャとの問題に直面させ、ルカと自身に辛い思いをさせてしまうことを恐れたゲンゴローがコスモスフィア内で「ディーポイントの意思」（Dセロファンの中にずっと潜んでいた400年前の第14代焔の御子・ネネシャの精神）と契約し、現在は元の姿を捨ててネネシャの姿になってしまっている。第6階層においてDセロファンの効果がなくなり、一時期だが本来の姿に戻ることになる。可愛い女の子の外見に似合わない名前となってしまってことのギャップに加え、ダイバーズセラピの案内役をやらされている為、不本意ながら心の護としては有名である。
インフェル(Infel)
声 - 松谷彼哉、歌 - 志方あきこ
クローシェの心の護としてコスモスフィアに居る少女。眼鏡を付けており、目が開閉するぬいぐるみを常に抱いている。博識で探究心が非常に強く、それ故に心の護としての役割よりも「クローシェのコスモスフィアで起こる数々の謎を解く」という自己の目的を優先する節がある（とはいえ、全く助けてくれないわけではない）。やや幼い外見には不釣合いな程のインテリ系だが、時折周囲を凍てつかせる程の寒々しい駄洒落を放つこともある。
I.P.D.レーヴァテイルとして覚醒した時点でそのレーヴァテイルの心の護は消滅してしまうため、実のところ彼女はI.P.D.レーヴァテイルであるクローシェの心の護ではない（むしろ位置付けは侵入者に近い）。その正体は400年前の初代澪の御子にして、インフェル・ピラ及びインフェルスフィアの設計者であるインフェルその人であり、本作のラストボスの1人。かつて当時の焔の御子・ネネシャと共にメタファリカを紡ぐが、民衆の潜在意識下での裏切りにより失敗し、ネネシャを喪ってしまう。直後に神との戦争が勃発、これに勝利するがインフェルは失意のうちに失踪し、そのまま歴史からその名を抹消されてしまった。しかし、実際はラクラシステムとハイバネーションを用いて自身の精神をインフェル・ピラに転送。以後はインフェル・ピラのバイナリ野におけるメモリ上の存在として、肉体を失ってもなお400年間孤独に生き続けていた。なお、彼女がクローシェのコスモスフィアにいたのは、クロアがダイブする直前のルカのプロクシダイブによってDセロファン内のネネシャの気配を感じ取ったからである。事実上本作の黒幕の位置に立つ存在ではあるが、彼女が人々を救いたいと思う気持ちもまた本物である。しかし、人々の裏切りによりネネシャを喪った時のあまりに大きなショックの為にメタファリカを紡ぐことは不可能であると称し、歪んだ方法で世界中の人々を救おうとしていた。その一方で、かつて自分の叶えられなかったメタファリカを実現しようとしているクロアたちに、少なからぬ共感を抱いてもいる。
インフェル・ピラには不正な手段を用いて常駐しているため、メタファリカが成功すれば自身が消滅してしまう立場にある。本編ラストバトルで敗れた際にはネネシャを喪い失意に沈むが、エンディングにおいてメタファリカが謳われた際には、クローシェが400年前の自分の失敗を繰り返しかけたのを見過ごせず、敵に塩を送る形でクローシェを叱咤激励し危機から救った。最期にはかつての自分の夢でもあったメタファリカの成功を見届けて消滅した。
ネネシャ曰く、強気でカリカリしている面があるらしく、同じ澪の御子であるクローシェもまた、遺伝のように同じ性格をしているらしい。さりげなくクロアに好意を抱いている一面があり、クローシェと同じくツンデレを思わせる性格をしている。
クローシェが紡いだ詩魔法『ジオメトリカ』は、インフェルがクローシェのコスモスフィア内部で、クローシェがイメージするシュンを改造したことによって創られたものであり、いわばクローシェとインフェルの合作詩魔法である。
アヤタネ(Ayatane)
声 - 木部祥太
ジャクリの心の護としてコスモスフィアに居る青年。落ち付きのある性格で詩人のような台詞回しが特徴。ジャクリのことを「母さん」と呼び、誰よりも彼女の孤独を理解し、彼女を思いやっている。
元々はジャクリことミュールがシルヴァホルンに居た頃に出会い、彼女が唯一心を開いた少年（第三塔に存在するテル族の一派「絢胤妖家」より派遣された）が心の護になった存在。前作に登場した絢胤箕嵩（あやたねみちたか）はこのオリジナルのアヤタネをデザインしたウイルス生命体であり、同一の存在ではない。

### 大鐘堂
アルフマン・ウラノス(Alfman-Uranous)
声 - 子安武人
43歳 男性 182cm/76kg
大鐘堂現総統。クーデターによる政権掌握以降、神への対峙とメタファリカの実現を掲げ絶大な人気を誇る。豪胆さと狡猾さを兼ね備えた人物で、ルカとクローシェ二人の過去にも関わりを持つ。ロリポップが好きで、これを仕込んだ玩具の拳銃で他人を脅かすなど、お茶目な一面も持つ。戦闘能力は高く、剣の攻撃やダイナマイトを所持しているだけでなく、服に仕込んだいくつもの銃を一斉射撃して攻撃することもある。
意見を異にする相手を恫喝して従わせようとする面があり、当初はクローシェやルカを萎縮させていたが、彼のメタファリカへの想いの強さもまた本物で、御子としてのクローシェに期待している面もある。しかし中盤で大陸創成に失敗した後は、次なる手である移住と称して民衆を捨てて逃亡し、そのことがレグリスの怒りを買い敵対することになる。ただし、終盤では成長したクローシェの謁見を見て心変わりをし、彼女達に協力して、迫りくる神の兵を足止めするなどの活躍をした。
前髪が渦を巻くように1回転していると言う独特のファッションを持つが、この髪型はルカ、クローシェ、ジャクリ、いずれのコスモスフィアでもネタにされている。
ドクター・ラウドネス(Dr.Roudness)
声 - 銀河万丈
51歳 男性 165cm/66kg
緑の大地メタファリカの実現に魂を燃やす、生粋の研究者。
「ティリアの塔」が存在するソル・クラスタにある国家「アルキア」出身で、自らの目的のためメタファリカを追い求める。どのような手段でメタ・ファルスに渡って来たかは不明。作中のキャラクター解説では「夢は実家に帰省すること」という一面が明かされている。目的のためには手段を選ばない一面を持っており、かつてルカやクローシェの家族を引き裂く原因も作っている。作中ではクロアらと一時協力するも最終的には敵対し、その過程でラキによって志半ばにして命を落とす。
もっとも、「自身にかせられた使命のためには全てを犠牲にしなければならない」というのはクラスタ地方では一般的な道徳概念であるとされ、とりだててラウドネスが冷酷な人間という訳ではないらしい。
続編『アルトネリコ3』では、彼の娘が登場し、ラウドネスの過去についても語られている。ソル・クラスタにいた頃のラウドネスはアルキア研究所ネオアトラス派のメンバーで、第一研究室主任としてラファエーレの前任者あり、自らの研究を実践すべくメタファルスに渡るも、その直後に新しい抗体対策が提唱されたため、彼の行動は宙に浮いた形となったのだという。元々人付き合いを苦手としており、仕事と私生活を分けて考えられない気質ではあるものの、娘を溺愛する良き父親であったとされる。

### 神聖政府軍
タルガーナ皇太子(Targana)
声 - 緑川光
20歳 男性 183cm/66kg
現体制である「アルフマン政権」と敵対する勢力「神聖政府軍」のトップでありカリスマ的存在。半ば盲目的な形で教皇一族に課せられた使命を全うしようとする。後半では自らの手で実権を握り、御子暗殺やアセンション計画を行おうとするが、いずれも阻止された。
幼い頃、クロアと共に剣術を習った仲で、互いに相棒と呼び合う親友であった。その友情は今も消えていない。クロアが自身とは敵対する勢力に就いてしまった為に、彼のことを裏切り者扱いしていた。
幼い頃からクロアとの戦いに決着がついておらず、教皇としての人生に未練がなくとも、そのことにのみ未練があり、世界が崩壊し始めた際に全てが終わる前に決着をつけようと、クロアとの決闘を申し込む。その決着はつかなかったものの、実権をクローシェに引き渡し、世界の未来を託した。その後はクローシェの忠実な部下として働くこととなる。
実はやや寂しがり屋な一面を持っており、ジャクリの精神世界で度々それがネタにされている。
チェスター・ル・ウィノア(Chestar-Lu-Whinoah)
声 - 諏訪部順一
34歳（外見24） 男性 176cm/60kg
アルフマン政権と対立する組織「神聖政府軍」の実働部隊のトップ。
彼もまたアマリエ同様かつてカナカナ突堤に住んでいた澪の民の生き残りである。元々は大鐘堂で働いていたが、I.P.D.の扱い及びソニアの身に起こった事が原因でやめてしまっており、その後はソニアを助ける為に暗躍する。しかしそれでもソニアを救う事が出来ないと判断した彼は、旧大鐘堂が進めたアセンション計画を復活させ、魂だけの世界を作ろうとする考えに変わったのである。計画は失敗に終わり自害を目論むが、アマリエの説得により止められ、自身の持っている知識をクロア達に託し、協力する。それにより、ソニアの救出が成功することとなった。
常に装着している特殊な形のメガネがルカやジャクリの精神世界でネタにされている。フレリアの精神世界ではやや危険性のあるオタクキャラとして登場している。
零音節・洛螺（レイオンセツ・ラクラ）(Reionsetsu-Rakura)
声 - 渡辺明乃
32歳（外見15） 女性 154cm/44kg
発症したI.P.D.を感知できる、特殊な能力を持った女性。
本名はソニア・レー・ラクーア。ラクラとは彼女と一体化しているシステムの名前。かつてアマリエ、チェスターと同じくカナカナ突堤に住んでいた澪の民の生き残りであり、チェスターの恋人である。またI.P.D.とテル族のハーフであり、カナカナ突堤襲撃事件の折に彼女の力に目をつけた大鐘堂に連行され、ラクラとしてI.P.D.感染体量産の手助けをさせられていた。神聖政府軍によるクーデターの後はチェスターと共にアセンション計画を進め、作中でクロアと対決した際には淡々と計画の意義を説きつつ、巧妙な詭弁でクロアを言いくるめかけた。計画が失敗した後は敵であったクロア達に救われることとなり、以降は自らの罪滅ぼしのためにも、世界各地のI.P.Dを救うために協力する。
なお発売直前後から19歳とされていた彼女の実年齢は32歳である。

### その他
聆紗・トゥルーリーワース（レイシャ・トゥルーリーワース）(Reisya-Truelywaath)
声 - 塩山由佳、歌 - 石橋優子
37歳 女性 170cm/49kg
ルカ（とレイカ）の母親。ルカを大切に想っているが、ルカとの仲は上手くいっていない。
先代焔の御子アーシェの付き人をしていたことがあり、夫のバッツやレグリスとはその頃から親友だった。最終的にバッツと結ばれるまでは、レグリスにも惹かれていた。アルフマン政権のクーデターによりアーシェは殺害され、その際御子の後継者である「クローシェ（現在のルカ）」と「焔の鍵」と呼ばれる詩を託される。ルカはいずれ大鐘堂に連れて行かれる運命を持つため、レイカを失ったときのような悲しみを味わぬよう、本当の気持ちとは裏腹に素っ気無く接している。本当はだれよりもルカを愛し、心配している。なお、付き人時代に軽い病気を患った時にラウドネスに治療を受けたことがあり、その際にレーヴァテイル活性剤を投与されたことでレイカがI.P.D.に発症することに繋がった。
スープ(Soup)
声 - 小松里歌
アマリエのペット（？）である奇妙な動物。枕になるのが得意だが、「枕しか能が無い」と言われると怒る。その言葉は普通の人には動物の鳴き声にしか聞こえないが、ルカが“EXEC_SOL=FAGE/.”を謳ってからはルカとは意思疎通ができるようになり、その後はアマリエからルカへと譲渡される。
その正体は“METHOD_METAFALICA/.”のヒュムネクリスタル。同時に「インフェルスフィア」と呼ばれる仮想空間プログラムとそのマスターとしての自律プログラムを組み込まれている。本名はインフェルスフィア＝プラトマイネ。「プラトマイネ」とは、「導く者」という意味。
フレリア(Frelia)
声 - 森永理科、歌 - 石橋優子
739歳（外見年齢：13歳） 女性 155cm/41kg
カナカナ突堤で眠っている少女。
レーヴァテイル・オリジンの3人のうちの1人。メタ・ファルス上空の衛星軌道上に浮かぶ導力中継衛星「ソル・マルタ」の管理者でヒュムネコード及び本名は「FRELIA_ANSUL_SOL=MARTA」（フレリア・アンスル・ソル　マルタ）彼女のDセロファンを持つルカと同一。インストールポイントはシュレリアと同じ腰にある。誕生して間もなく培養ポッドごとメタ・ファルスに運ばれたため他のオリジンとの面識はない。エンジャ（瞬）とは相思相愛の間柄である。ジャクリの主観によると見た目は頼りないがエオリア、ティリアの二人に比べると結構しっかりしているらしい。
前作の舞台ソル・シエールにおいて信仰の対象となっていた「エレミア三謳神」の一柱フレリア神であり、メタ・ファルスでもかつては神と呼ばれていた存在だが、長期間リムを維持し続けたことからかなり消耗していて、400年前の神との戦争の後ラキが当時の大鐘堂と取り決めた誓約により、カナカナ突堤で眠り続けている。ゲーム終盤に前作のシュレリアと同様バイナリ野にダイブしてジャクリ監修の仮想世界を体験できる。
趣味及び特技はダンスで、モンキーダンスが特に好き。グラスノインフェリア以前、アルトネリコ第二塔を紡ぐ際も、踊りながら謳いつづけ、その姿は『天界妖精の舞』としてメタ・ファルスに広まった。
ラキ(Rhaki)
声 - 渡辺明乃
19歳（外見） 女性 158cm/196kg
神の護衛を務めるアンドロイド。レキとは姉妹機。前作に登場したメイメイ・カナデたちとも姉妹機にあたる。姉妹機たちと同様、神道の巫女装束を模した外装を持つが、戦闘時には緋袴の部分が背面に展開して6枚羽の翼となる。
個体識別ナンバーはSRFD-10321。700年前に神の兵士として造られた事務的処理係兼ガーディアンロボであり、感情はほとんど持たない。普段はソル・マルタに配属されており、中枢にあるアルシエル球の管理者として機能している。本来は神と天上を護るために、沈着かつ冷酷にトラブルを解消していたが、作中ではインフェルによってハッキングされており、フレリアや瞬達と敵対する存在と化している。
作中では再三に渡って敵として立ち塞がる。最終的にクロアらに敗れた後はレキによって修復されハッキングも解除されたが、性格が全く異なる状態となってしまった。修復後は前作に登場した姉妹機のカナデ同様、彼女と組み手をすることができ、また同様に戦闘に敗北する度に能力が徐々にパワーアップする機能を備えている。組み手を繰り返すことによって最強のガーディアンロボと化す。
レキ
19歳（外見）
ラキの姉妹機。天界の塔の中継地点にあるダイブ屋「ホッとスポット」に配属されたお手伝いロボット。ラキとは異なり「ドジッ娘」な非戦闘ロボットとなっており、加えて制作者のせいで言葉の繋がりも悪くなってしまっているようである。非戦闘ロボットを自称しているが、登場時にはラキと間違えて武器を向けたクロアを吹き飛ばしたり、自分の発言ミスを力尽くで脅して誤魔化そうとしたことがあり、それなりに戦闘力があることがクロアの発言でうかがえる。
バッツ・トゥルーリーワース(Batz-Truelywaath)
声 - 山口勝平
28歳没 男性 177cm/62kg
故人。ルカ（とレイカ）の父親で元大鐘堂騎士。レグリスの先輩に当たる。男気と正義感に溢れた性格だったが14年前、レイカ（後のクローシェ）がI.P.D.発症したとき、彼女を庇って「神聖政府軍」に殺害されてしまった。作中ではプロローグの場面や、レイシャとレグリスの回想に登場する。
後にFLASHコスモスフィアで明かされた話によれば、死に際の彼の行動と想いはクローシェにとって忘れられない記憶として残ったらしく、クローシェが過去の記憶を失っても、彼女がイメージしたバッツはコスモスフィアの深層部分で生き続けており、クローシェの「影の心の護」の役割を担っていた。なお額の傷は昔、物干し竿にぶつかって出来た傷である。
アリス(Alice)
声 - 沢城みゆき
クローシェのコスモスフィアに登場する幼い少女。大人しい外見に似合わず、毒舌だったり、残酷な一面をのぞかせる時がある。
実はクローシェ（レイカ）自身が幼い記憶を切り離したために独立して生まれた「レイカ」の人格そのもの。彼女がI.P.D.ラボでの辛く苦しい経験で出来た心の傷を忘れるために自ら幼い記憶を切り離した結果、その記憶がコスモスフィアで置き去りにされ、一つの人格が誕生し「アリス」となった。なお、アリスと言う名前はクローシェ自身が思う女の子の一般代名詞の名前と同一である。
ネネシャ(Neneshia)
声 - 野川さくら、歌 - 志方あきこ
第14代・焔の御子だった400年前の人物。かつて初代澪の御子と共にメタファリカを紡ごうとするが失敗。その結果彼女は神の怒りに触れラキによって殺害されてしまった。それにより、元々御子が2人いたと言う真実が抹消されてしまった。
彼女の死後、その意識の欠片はDセロファンと呼ばれる物を介して歴代焔の御子の中で眠りについている。ルカの心の護であるゲンゴローが彼女の姿になっているのはこのためである。彼女の本体は大地の心臓としてムーンカルバートに今日まで存在していたが、この大地の心臓は不完全な状態で生み出されたために上位の精神周波数が欠落しており、そこに宿っている意識は本来のネネシャとは異なる性格へと変貌している。本作のラストボス。
インフェルの日記によると、生前は世間知らずでのんびり屋な性格で、インフェルとは一見正反対に見えてとても良く似た境遇を送っていたとのこと。それにより、次第に互いの絆を強めていった。また小説版の過去編で明かされた事実によれば、研究にかまけて民衆の前に出ようとしないインフェルのフォローをしようと、インフェルを度々I.P.D.や他の民衆の前で褒める発言をして両者の隙間を埋めようとしていたが、それがかえってインフェルの実像と民衆の抱くイメージの乖離を招き、結果としてメタファリカの失敗と自身の死を招いたとされる。

### 店主
本作においては調合レシピは各調合ショップの店主とのイベントで入手するが、レシピ入手以外にも各店主毎に特定ヒロインとの間の友情イベント等も用意されており、主要キャラに近い扱いとなっている。
シンシア(Sincere)
声 - 伊藤かな恵
16歳 女性 148cm/47kg/76-57-82
大鐘堂のお抱えでもあるパスタリアの武器屋「鶴屋」店長の娘。クロアのことが好きで様々なアプローチを試みているが、冗談としてはぐらかしてしまうため、クロア本人は友人としか見ていない。趣向を凝らし様々な機能を付与した武器をパーティメンバーや大鐘堂に提供する一方、本人は武器屋はあまり好きではないらしく、争いがなくなったらお花屋を開こうと夢見ている。
空猫（そらねこ）(Rerena)
声 - 庄司宇芽香
19歳 女性 170cm/50kg/90-60-88
ルカがかつて働いていたラクシャクの料理店で働くバイトのウェイトレスで、ルカを先輩と呼んでいる。もっとも、彼女がバイトに入ったのはルカがクビになった後のため、共に働いたことはない。なお、空猫という名前は仕事のときに使う愛称で、本名はレレナという。空猫と書いてレレナと読む訳ではない。
前述のこともあってルカのことを慕っているが、たまにその感情が行き過ぎることもあり、場合によってはルカの頭痛の種となっていることもある。
沙亜紗（さーしゃ）(Sasya)
声 - 安田早希
10歳 女性 127cm/26kg
スフレ軌道沿線にある小さなよろづ屋「にゃにゃ屋」を営む女の子。両親がいないので祖母と二人暮らしをしているが、今は祖母が入院しているので一人で経営している。優しく素直な性格だが、買出しの時以外は外に出ることはないので、クローシェを御子だと気づかない程の世間知らず。学校にも通っていないが、家にある大量の蔵書を絵本代わりに読破しており、古代文字を自力で解読できるほどの天才児である（本人にはその自覚がない）。ちなみにさーしゃという名前は彼女の祖母が、アルシエルの神話に登場する知識の神にして惑星意志の一つである「紗々ノ宮（さしゃのみや）」にあやかって名付けたもの。
本編の後日、亡くなった祖母の遺言に従い見聞を広めるため、ココナと共にソル・クラスタ世界に旅立っており、続編『アルトネリコ3』でも店主として登場する。
スピカ・ニール(Spica)
声 - ミルノ純
26歳 女性
前作では、ほたる横丁で猫飴売りをしながら裏世界の女王としてレアなグラスノ結晶を販売していた情報屋の女性。今作では、とある事情でメタ・ファルスに来ている。ジャクリとは知り合いらしい。
今作でも、ある条件を満たすと前作同様「猫飴バケツ一杯食べたいよ」という秘密の暗号が使えるようになる。今回はグラスノ結晶に代わり、主に前作に登場したアイテムを高価で販売してくれる。また、ジャクリ同様イベントなどで前作キャラクターの話をすることがある。

### 挿入歌の登場人物
物語上直接関わることはなく、作中で言及されることもないが、本作のヒュムノスの中には作中世界における神話上の物語がヒュムノス語で謳われているものが存在する。
ラプランカ(Rhaplanca)
メタ・ファルスに古くから伝わる理想郷神話のいくつかに登場する聖女で、人でも神でもない想像上の存在。主に“zodal rhaplanca（ラプランカ死せる魂の手記）”、“valda rhaplanca（ラプランカ命湛う大樹の手記）”があり、「本当の理想郷とは何か？」という一貫したテーマを共通していながらも物語ごとに違う宿命、違う結末が語られている。
基本的に神をも超えた絶対的な善を体現する理想的存在を仮託した描かれ方をしている。
マオ(Maoh)
ラプランカ同様、メタ・ファルスの理想郷神話に登場する少年、もしくは青年。ラプランカを見護り、時に導く存在。
基本的に理想の具現たるラプランカとは対照的に、生の人間として描かれる存在。

## ゲームシステム
基本的なコンセプトは前作から継承されているが、前作とは操作感覚の異なる戦闘システムなど、変更されたり強化された部分もある。

### マップ
今作ではフィールドマップの描画に、擬似的な3DCGによる遠近感の表現が追加されている。視点は斜め上方低めに固定され、マップを回転させることはできない。キャラクターの描画には2DCGが使用されている。
エンカウント方式は前作のエンカウントバーが踏襲されている。一方、前作にあったジャンプおよび緑魔法を用いたアクションは、本作では廃止されている。

### 戦闘
前作同様、前衛と後衛に分かれているが、今作では前衛に戦士系キャラクターが2人、後衛に詩魔法を謳うレーヴァテイル2人が配置される。前後に配置された2人は互いのパートナーとして扱われ、前衛は真後ろにいる後衛を守りながら戦う。後衛の2人は1つの詩魔法を協力して詠唱する。今作の戦闘はフェイズ制となっており、こちらが敵を攻撃する「Attack Phase」（アタックフェイズ）と、敵の攻撃を防御する「Defend Phase」（ディフェンドフェイズ）を交互に繰り返す。フェイズは一定時間経つと自動でチェンジする。
「Attack Phase」は前衛2人に対応付けられたボタンと方向キーの組み合わせによる攻撃命令や、メニューを開いてのアイテム使用、後衛メンバーの詩魔法の詠唱開始と発動などを行うことができる。「Defend Phase」は防御しかできず、前衛2人に対応付けられたボタンをタイミングよく押すことで受けるダメージを軽減できるが、ミスをしてしまうと真後ろにいる後衛キャラクターも大きなダメージを受けてしまう。
以下に今作の主なシステムを挙げる。
エモーションインジケーター
今作の戦闘で新たに設置された戦闘システム。戦闘時にレーヴァテイルの要求と、前衛キャラがそれに応えられているかを示している。アタックフェイズの終了までに要求を満たすことにができれば要求に応じた効果を得ることができ、要求が弱い項目は要求を満たしやすく、要求が強い項目は要求を満たしたときの見返りが大きい。以下にその要求を挙げる。
HARMONIC（ハーモニック）
前衛に頑張ってもらう為の要求で、前衛が通常攻撃することによりこの要求を満たすことができる。要求を満たすことで各パートナー同士の信頼感を示すハーモニクスレベルが上昇する。これにより前衛がレベルの高い技（スキルゲージが溜まるまで攻撃のタイミングを遅らせることで発動する）を使えるようになり、前衛の攻撃力が増すほか、エモーションインジケーターの各要求を満たしやすくなる。また後述のレプレキアの発動条件にも関係する。ハーモニクスレベルはハーモニクスゲージの振幅で示される。
BURSTEC（バースティック）
ガンガン攻撃するための要求で、前衛が決死攻撃することによりこの要求を満たすことができる。攻撃にかける想いが後衛に伝わり、後衛2人が詠唱している詩魔法のバースト値が上昇する。
PSYCO（サイコロジカル）
後衛2人で協力して謳いたいための要求で、前衛が牽制攻撃をすることでこの要求を満たすことができる。前衛が牽制攻撃で敵の目をそらすことで、後衛2人は集中して謳うことができ互いの協調性が上がり「シンクロニティ」状態へ近づく。「シンクロニティ」状態が発生すると、前衛は一定期間だけ敵に対して一方的に攻撃することができ、また後衛が詠唱中の詩魔法が合体魔法に進化する。後衛同士の協調性はハーモニクスゲージに表示される2つの波形の重なり具合で示される。
CARE（ケア）
自分をいたわって欲しい要求で、前衛がケアアクションを行うことでこの要求を満たすことができる。パートナーに寄り添うことで、後衛の精神を安心させMPを回復させることができる。MPが回復すればその分詠唱を長く続けることができる。

詩魔法
前作同様、後衛レーヴァテイルが戦闘中に詠唱する詩魔法。詠唱終了時に発動して敵全体を攻撃する「赤魔法」と、詠唱を続けている間だけ回復や能力上昇といった効果が持続する「青魔法」の2種類が存在する。アタックフェイズ中における任意のタイミングで詠唱の開始および終了を行うことができ、消耗していくMP残っている限りは何ターンでも詠唱を続けることができる。詠唱を長く続ければ続ける程に、またディフェンドフェイズでの防御を完璧なタイミングで成功させるたびに、詩魔法の威力を示すバースト値が上昇していく。今作では詩魔法が歌曲であるという設定を反映し、発動時に専用曲が流れるものも用意されている。
詩魔法の進化（メタモルフォシス）
本作の詩魔法は、詠唱開始時に系統を選び、その魔法を強力なものへと進化させていくことで魔法の内容を決定する形式となっている。詩魔法の進化（これをメタモスフォシスという）は詠唱中に一定のインジケーター要求およびバースト値を満たすことによって、アタックフェイズ終了時に発生する。複数の要求が発生することもあり、どちらの要求を満たしたかで異なる詩魔法に進化する。
合体魔法
インフェルスフィアで獲得することができる、2人のヒロインが同時に詠唱する詩魔法。ハーモニクスゲージの波形が重なり「シンクロニティ」が発生した際に、詠唱中の魔法が合体魔法へと進化する。威力は高いがその分発動に手間がかかる。後述のデュアルストール時のヒロイン同士による会話でヒロインマターを集める事で発動しやすくなる。
青魔法から赤魔法へのバースト還元
今作では青魔法の詠唱を中断して赤魔法の詠唱を開始すると、青魔法の詠唱中に溜めたバースト値の一部が赤魔法へと引き継がれる。このため、青魔法で守りを固めながら各種ゲージを溜め、十分にバースト値を高めてから赤魔法で攻撃に転じる、といった戦い方ができるようになった。

必殺技
前衛は前述の各種インジケーター要求を一定回数度満たすことで、敵単体に対して詩魔法に匹敵するような威力の必殺技を繰り出すことができる。必殺技の使用時にはムービーなどの特別な演出が挿入される。
パートナーの相性
前衛と後衛の組み合わせには相性が存在し、隊列の編成画面で確認することができる。相性の良いキャラクター同士をパートナーとして前後に配置すれば戦闘を有利に進めることができ、相性の悪いキャラクター同士を組ませると不利なペナルティを受ける。相性は本編ストーリー上の人間関係を反映し、物語の進行に伴って良し悪しが変化していく。

### レプレキアシステム
ヒロインの一人であるクローシェは戦闘中に大勢のI.P.D.レーヴァテイルから力を借りる補助的な詩魔法「レプレキア」を使用することができ、これにより現在詠唱中の詩魔法の威力を増幅させることができる。パーティにクローシェがいて、なおかつ彼女のハーモニクスレベルが最大でないと発動できないが、その威力は絶大である。ただし、1回の戦闘につき1回しか発動できない。レプレキアの使用時にはBGMが専用曲“METHOD_REPLEKIA/.”に変化するなど特別な演出が挿入される。
力を貸してくれるI.P.D.レーヴァテイルはゲーム中に合計100人登場するが、各人からの助力を得るには一定の手順を満たす必要がある。以下にレプレキアシステムに関連したシステムを挙げる。
I.P.D.保護
世界各地に散らばる暴走したI.P.D.発症レーヴァテイルを実力行使で保護するシステム。I.P.D.との戦闘に勝利することで保護することができる。I.P.D.にはレベルが設定されておりこれが高いほど強敵となっている。特に最高のLv.9はボスをも上回る実力を秘めているI.P.D.も存在している。
ダイバーズセラピ
ルカが仕事をしているダイブ治療行為。保護したI.P.D.レーヴァテイルとルカが精神を通じ会話することで行われる。会話で選択肢を選んだり、適切な薬品を併用したりすることでI.P.D.レーヴァテイルのテンション値を上下させ、数回の会話の後、テンション値が目標値（CUREPOINT）の範囲内に収まれば治療は成功となり以後力を貸してくれるようになる。到達していない場合や、会話の途中でテンションが許容値を振り切ってしまった場合は失敗となり初めからやり直しとなる。
クローシェ親衛隊
ダイバーズセラピ治療が完了したI.P.D.レーヴァテイルは以後クローシェ親衛隊の一員となりレプレキア使用時に力を貸してくれる。ただし、最初から力を貸してくれるわけではなく一定の支持率を得る必要がある。その条件は様々で敵を倒したりアイテムを手に入れる等様々である。中には治療後すぐに力を貸してくれる者も少なからず存在している。親衛隊の人数が多いほどレプレキアの効果が大きくなるが、発動時により多くの人数をレプレキアに参加させるためには人数に応じた時間がかかる。
ムスメパワード
前作の「パワード」に当たるシステム。ダイバーズセラピ治療が完了したI.P.D.レーヴァテイルが力を貸す（装備する）ことで前衛メンバーをパワーアップすることができる。その効果は前衛の攻撃力を強化するものや、攻撃や防御アクションの難易度を下げるもの、各種ゲージの上昇度を上げるものなど多岐に渡る。
同じI.P.D.レーヴァテイルから力を借りながら戦い続けることによってI.P.D.レーヴァテイルの戦闘経験値が溜まり、新たな効果が追加される場合もある。

### その他の特徴的なシステム
デュアルストール
前作の「インストール」にあたるシステム。デュアリスノ結晶を沈めたお風呂にヒロインたちが入ることで、レベルを上げたり、様々な種類の特殊効果を付与して能力を一時的に強化することができる。また、小物や入浴剤を使用することもできる。
デュアルストールを行う時にはデュアリスノ結晶やヒロインを自由に配置できる。デュアルストールで得られる一時的な効果は、風呂に沈めたデュアリスノ結晶を上をヒロインが通過することによって得られるが、意図した効果を得るためには結晶や小物の配置を工夫して、ヒロインを誘導しなければならない。これらの一時的な効果は次のデュアルストールでリセットされる。
ショップ調合
規定のアイテムを材料として消費することで別のアイテムを調合する、前作の「グラスメルク」にあたるシステム。調合をする店によって調合できるものが違ったり、手伝えるヒロインが決まっている。基本的にはグラスメルクと変わらないが、今回は主人公とヒロインのほかに、店主を含めた3人で行う。調合の過程で発生する会話イベントを楽しむことができる。
ダイブシステム
アドベンチャーゲームの形式でヒロインの精神世界を冒険するシステム。ダイブ中には会話のバックログを見ることができ、音声のある部分は音声を再生することが可能である。
コスモスフィア
前作同様、個々のヒロインの精神世界を冒険するもので、「心の護」と呼ばれる精神世界の住人のナビゲートを受けながら、彼女らの精神的や抑圧やトラウマなどを癒し、戦闘で用いる詩魔法や、「魔女」や「学生服」といったコスチュームを得ていく。
今作では最深部のLv.9まで到達できるヒロインは1名だけとなっている。Lv.5にてクロアが生涯パートナーと決めたヒロインのみ最後まで行けるが、パートナーに選ばれなかったヒロインはLv.5で打ち止めとなりそれ以降進むことができない。このため、一度のプレイで全衣装および詩魔法を獲得することは不可能となっている。
物語終盤ではサブキャラクターであるフレリアにもダイブすることができる。
インフェルスフィア
今作で新たに追加されたダイブシステム。通常のダイブとは異なりヒロイン2人が共有する精神世界にダイブすることになる。そこではお互いの信頼関係を築き上げることが主な目的となり、進行するには戦闘で手に入る「スフィアポイント」およびイベントで手に入る「スフィアキー」が必要となる。インフェルスフィアでは合体魔法の獲得や、物語本編に関わる物語の進行が行われる。
ママキタボタン
ダイブのシナリオの中には、CERO-B（12歳以上推奨）相当のセクシャルな場面も存在する。しかしダイブ中にセレクトボタンを押すことで、瞬時に映像を無難なものに切り替えることができるようになっている。ただし、音声まではフォローできない。

## 主題歌・挿入歌
本作のヒュムノスは多重コーラスを用いた「神々しい」雰囲気の楽曲を多用し、前作の正当な進化系という方向性が志向された。ただし、プロデューサーの土屋は後になって、結果としては曲の傾向が保守的になってしまったという反省点も挙げている。
幾つかの楽曲についてはサウンドトラックの公式サイトで試聴することができた。

### 主題歌
謳う丘〜Harmonics FRELIA〜
作詞/作曲/編曲 - 土屋暁 / 歌 - 志方あきこ
本作のオープニングテーマ。前作のオープニングテーマ「謳う丘 -Harmonics EOLIA-」とは傾向を似せるように意図しつつも、完全な新曲として作曲されている。

### 挿入歌
聆紗の子守唄
作詞/作曲/編曲 - 中河健 / 歌 - 石橋優子
聆紗が謳う。元々は1つの唄であったがインフェルとネネシャの意志により2つに分割された。前半は「焔」の唄として、後半は「澪」の唄として伝えられていた。聆紗がルカに聞かせていたのは前者のほうである。
物語のプロローグで流れる曲でもあり、シリーズ第2作の世界を表現する曲としても位置づけられている。
永久に結ひて
作詞 - 高橋麗子 / 作曲/編曲 - 稲垣貴繁 / 歌 - 石橋優子
聆紗が歌う。ラキの攻撃からルカを庇って重体となった彼女が愛する娘2人の為に歌った。この唄を歌うのを最期に聆紗は命を落としてしまう。
Hartes ciel, melenas walasye.
作詞 - 日山尚 / 作曲 - 霜月はるか / 編曲 - 稲垣貴繁 / 歌 - 霜月はるか
アマリエらの伴奏でルカが歌う。歌手になるのが夢だった彼女がクローシェの勧めで、ラクシャクの軌道広場で歌った。
こころ語り
作詞 - みとせのりこ / 作曲/編曲 - 阿知波大輔 / 歌 - みとせのりこ・Dahna
ジャクリとクロアが謳う。ジャクリエンドの時のみ流れる詩で、クロアがジャクリに対する想いを打ち明ける為に用意した告白の詩。謳い出しはヒュムノス語となっており、クロアはこのために自力でヒュムノス語を覚えたとされる。他の多くのヒュムノスソングと同様、ヒュムノス語パートの歌詞の意味はゲーム本編では詳しく明かされず、翻訳を要するものとなっている。

### ソング・オブ・ヒュムノス
今作から登場する“METHOD_”で始まる楽曲名のヒュムノスは、インフェル・ピラを詩サーバとするI.P.D.レーヴァテイル専用の言語「新約パスタリエ」によって構文されているという設定のもの。
EXEC_SOL=FAGE/.（エグゼク・ソルフェージュ）
作詞 - 高橋麗子 / 作曲/編曲 - 稲垣貴繁 / 歌 - 霜月はるか
ルカが謳うヒュムノス。神（フレリア）とリンクするための詩で、焔の御子にしか謳うことができない。劇中で最初に流れるヒュムノスで、ルカはこのヒュムノスを謳った後からスープの言葉を解せるようになる。また、ルカの素性が大衆に対して明かされる場面でも謳うことを強要される。
METHOD_REPLEKIA/.（メソッド・レプレキア）
作詞 - 高橋麗子 / 作曲/編曲/歌 - 志方あきこ
劇中ではクローシェとその親衛隊が謳う。インフェル・ピラをレプレキアモードに変形させる詩で、澪の御子にしか扱うことができない。
戦闘中にレプレキアを使用した際に流れる専用曲（詳細は「#レプレキアシステム」を参照）。発動条件さえ揃えばボスキャラクターとの戦闘中であっても戦闘曲と置き換わって流れ、ゲーム内の効果と相まって「圧倒的な存在感」を振り撒く。
EXEC_METAFALICA/.（エグゼク・メタファリカ）
作詞 - みとせのりこ / 作曲/編曲 - 土屋暁 / 歌 - 霜月はるか
ルカが謳うヒュムノス。大陸を紡ぐ為の詩「メタファリカ」だが、必要となる導力はレーヴァテイルの限界を遥かに超えており、“METHOD_METAFALICA/.”と組み合わせなければ真の効果を発揮できない。単体で謳った場合、謳ったレーヴァテイルが死亡するか、さもなくば神（フレリア）に著しい負担をかけてしまい、生み出される大陸も不完全なものとなる。焔の御子にしか扱うことができない。
曲構成としては、壮大に響くパーツのみを集めてけれん味だけを追求したような曲でありつつ、謳い手であるルカの不安を表現しているという内容が意図されている。
EXEC_SPHILIA/.（エグゼク・スフィリア）
作詞 - みとせのりこ / 作曲/編曲 - 阿知波大輔 / 歌 - みとせのりこ
ジャクリが謳うヒュムノス。大地の心臓と対話するための詩。劇中ではイントロ部分で歌詞と登場人物の台詞が同期する演出があり、冒頭のヒュムノス語歌詞の意味がルカまたはクローシェ（ルートによって異なる）によって同時通訳される。
EXEC_HAIBANATION/.（エグゼク・ハイバネーション）
作詞 - 高橋麗子 / 作曲/編曲 - 稲垣貴繁 / 歌 - 石橋優子
フレリアが謳うヒュムノス。人々の精神をインフェル・ピラへ移行させる詩。歌詞は数え歌になっている。神聖政府軍が進める「アセンション計画」の要となる詩であり、効果が発揮されてしまうとメタ・ファルス全土の人間は肉体から切り離されて精神体にされ、更に元々インフェル・ピラをサーバとして用いていたI.P.D.レーヴァテイルたちは精神を破壊されてしまう。
EXEC_HARMONIUS_FYUSION/.（エグゼク・ハーモニウスフュージョン）
作詞 - みとせのりこ / 作曲/編曲 - 稲垣貴繁 / 原曲作曲 - 志方あきこ / 歌 - みとせのりこ
劇中ではジャクリが謳う。負の感情を和らげる効果があり、インフェル・ピラから溢れ出した負の思念体との戦いで流れる。
ジャクリが自作の詩を自らアレンジしたもので、楽曲の一部に前作のラストボス・ミュール（＝ジャクリ）との最終決戦に用いられた楽曲“EXEC_HARMONIUS/.”が使われている。なお原曲である“EXEC_HARMONIUS/.”は、かつて本作の舞台となるメタ・ファルスに憧れを抱いていたジャクリが、メタファリカに対する憧れを込めて紡いだ詩という設定だが、本曲のヒュムノス語歌詞には原曲と異なる「ひねくれた」アレンジが施されているとされる。原曲はジャクリのコスモスフィア内では大きな意味を持っており、ジャクリルートではその歌詞の内容についても触れられている。
METHOD_IMPLANTA/.（メソッド・インプランタ）
作詞 - みとせのりこ・志方あきこ / 作曲/編曲/歌 - 志方あきこ
クローシェが謳うヒュムノス。インフェル・ピラのデータを修復させる詩。新約パスタリエで構文されているため、肝心のデータが損傷しI.P.D.が行動不能に陥ってしまうと謳い手がいなくなってしまうという致命的な欠点がある。劇中ではクローシェが無理を押して、“EXEC_HAIBANATION/.”の犠牲となって倒れたI.P.D.レーヴァテイルたちを救うために謳われた。
METHOD_METAFALICA/.（メソッド・メタファリカ）
作詞 - みとせのりこ・志方あきこ / 作曲/編曲/歌 - 志方あきこ
クローシェが謳うヒュムノス。澪の御子によって謳われる、もう一つの「メタファリカ」。大勢のI.P.D達の想いを纏めあげることによって大陸創造のための導力を捻出し、それを“EXEC_METAFALICA/.”へと送るという効果があると設定されている。400年前に初代澪の御子であるインフェルによって、元々あった“EXEC_METAFALICA/.”の問題点を補うものとして設計されたもので、インフェルスフィアでルカとクローシェを導いたスープの、真の姿であるヒュムネクリスタルに込められていた。
自分の見られたくない内面の想いを他のI.P.Dに晒してしまうという二次的な作用があり、そのことが400年前の失敗に繋がってしまったと設定されている。作中では民衆の罵声が飛び交う逆境の中、クローシェが自らの想いを語るため、単独で披露される。
EXEC_DESPEDIA/.（エグゼク・デスペディア）
作詞 - みとせのりこ / 作曲/編曲 - 稲垣貴繁 / 歌 - みとせのりこ
ジャクリが謳うヒュムノス。神の兵を制御する詩。ヒュムノスソングとしては異色な作風が志向されており、インダストリアルとブルガリアンコーラスを融合させた曲調が意図されている。
EXEC_VIENA/.（エグゼク・ヴィーナ）
作詞 - 日山尚 / 作曲 - 霜月はるか / 編曲 - 中河健 / 歌 - 霜月はるか
ルカが謳うヒュムノス。通常は非実体化している地上とソル・マルタを結ぶ塔を再出現させる詩。曲の途中でいったん溜めの沈黙があり、その直後に塔が出現するムービーに合わせて大きな盛り上がりが設けられるという曲構成になっている。
EXEC_over.METHOD_SUBLIMATION/.~lamenza（エグゼク・オーバーメソッド・サブリメイション）
作詞 - 篠田朋子・志方あきこ / 作曲/編曲/歌 - 志方あきこ
ネネシャとインフェルが謳うヒュムノス。ラストボスとの戦いで使用される3部構成の曲のうち第1の曲で、新世界創造のため現在の世界を停止させる詩。疲弊した世界に対する「嘆き」を表現した詩とされる。“EXEC_over.METHOD”という曲名は、EXECとして作成されたヒュムノスを新約パスタリエによるパッチで上書きしていることを意味している。
EXEC_over.METHOD_SUBLIMATION/.~ee wassa sos yehar（エグゼク・オーバーメソッド・サブリメイション）
作詞 - 篠田朋子・志方あきこ / 作曲/編曲/歌 - 志方あきこ
ネネシャとインフェルが謳うヒュムノス。3部構成の曲のうち第2の曲で、世界を破壊する詩。この曲と直前の“~lamenza”の2曲のみ、戦闘中にレプレキアを使用しても曲が“METHOD_REPLEKIA/.”に置き換わることがない。
EXEC_over.METHOD_SUBLIMATION/.~omness chs ciel sos infel（エグゼク・オーバーメソッド・サブリメイション）
作詞/作曲/編曲/歌 - 志方あきこ
ネネシャとインフェルが謳うヒュムノス。3部構成のうち最後の曲で、世界を昇華させる詩。アルトネリコ第1塔と第2塔の影響が及ぶ範囲の世界を5次元世界へと移行させることで、世界全体を精神世界へと移行させてしまう効果があると設定されている。人々が狭い土地や肉体に縛られることなく他人と関わらずに生きていける世界を築くという目的自体は“EXEC_HAIBANATION/.”と類似するが、原理などは異なるものと設定されており、両者は似て非なる詩であるとされる。
主人公とは違う手段で世界を救おうとする2人の、世界に対する「愛」を表現した曲とされ、最強の敵との戦いで流れる曲としては異例の優しい曲調が意図されている。
EXEC_with.METHOD_METAFALICA/.（メタファリカ）
作詞 - みとせのりこ / 作曲/編曲 - 土屋暁・志方あきこ / 歌 - 志方あきこ・霜月はるか
エンディングテーマ。ルカとクローシェが謳う真の大陸創造詩。
異なる楽曲であった“EXEC_METAFALICA/.”と“METHOD_METAFALICA/.”が合体し、歌詞と曲が組み合わさって調和する内容となっている。“EXEC_with.METHOD”は、EXECとして作られた詩と新約パスタリエによる詩が対等のものとして構成されていることを意味している。
作中では曲の途中でアクシデントを挟むイベントがあり、そこから詩がしばらく途切れ、その後に復帰するという曲構成となっている。

## 漫画版
漫画版『Ar tonelico II』は、「月刊コミックブレイド」2007年6月号より連載開始、2008年6月号にて連載終了。単行本は全3巻。「II」はローマ数字の2。作画担当は前作と同じく、あやめぐむ。前作とは違い、原作に沿ったストーリーであるが、「ストーリーの牽引役がクローシェから主人公クロアに変更される」「タルガーナの登場シーン追加」「原作における女性キャラの見せ場をメインヒロインであるルカ一人に集中する」などの部分に違いがあり、ヒロインたちのコスモスフィアやインフェルスフィアの描写がほとんど無いこともあって、それ以外の部分で原作にほぼ忠実とはいえ、各ヒロインに受ける印象はゲーム版とは微妙に異なるという特徴があり、基本的に、『ルカをメインヒロインに据えた古典的少女漫画』のストーリー構成を持っている。

### 登場人物
クロア・バーテル
大鐘堂の騎士。
瑠珈（ルカ）・トゥルーリーワース
クローシェ・レーテル・パスタリエ
ココナ・バーテル
クロアの妹分。
レグリス・ブランシェスカ
タルガーナ
蛇刳（ジャクリ）
インフェル
初代澪の御子
ネネシャ
初代焔の御子
瞬（シュン）

## 小説版
GA文庫から小説版が発売されている。著者は富松元気、イラストは凪良。
原作ゲームに於けるラスボス戦後～メタファリカ創造までと、四百年前の御子達のメタファリカ創造の失敗までの物語を交互に語る内容。

## FLASHコスモスフィア2
アルトネリコの公式ファンページである「アルポータル-アルトネリコ総合情報ファンサイト-」内のFlashゲーム。
前作と異なり、現状ではトップページのinformation欄のメニューからしかリンクしていない。
アドベンチャーゲーム形式の進行でゲーム本編のコスモスフィア部分を模した内容となっており、ゲーム本編のサイドストーリーにもなっている。

### 内容
インフェルステージ
クローシェコスモスフィアLv6Rの裏側を描いた本編のサイドストーリーであり、インフェルとクローシェのコスモスフィアの住人との小冒険を描いた物語。
バイナリステージ
本編終了後のフレリアへのダイブを描いたストーリー。無印のFLASHコスモスフィアの主人公である「コネコ」とは、およそ正反対と思われる影の薄い青年「カレイ」を主人公としている。

## 関連商品
- サウンドトラック
  - アルトネリコ2 世界に響く少女たちの創造詩（メタファリカ） オリジナルサウンドトラック
- ボーカルCD
  - 焔〜ホムラ -Ar tonelico2 Hymmnos concert Side 紅-
  - 澪〜ミオ -Ar tonelico2 Hymmnos concert Side 蒼-
- ドラマCD
  - アルトネリコ2 世界に響く少女たちの創造詩 ドラマCD Vol.1 side ルカ
  - アルトネリコ2 世界に響く少女たちの創造詩 ドラマCD Vol.2 side クローシェ
  - アルトネリコ2 世界に響く少女たちの創造詩 ドラマCD Vol.3 side ジャクリ
  - アルトネリコ2 世界に響く少女たちの創造詩 ドラマCD Vol.4 side Extra